# Военный госпиталь (Манагуа)
Военный госпиталь «Dr. Alejandro Dávila Bolaños» (исп. El Hospital Militar "Dr. Alejandro Dávila Bolaños") — это стационарное медицинское учреждение министерства обороны Никарагуа, которое находится в центральной части города Манагуа (столицы Никарагуа).

## История
Решение о создании госпиталя в Манагуа было принято 19 июля 1979 года, вскоре после победы Сандинистской революции. Изначально учреждение являлось госпиталем Международного Красного Креста, и получило название в память о враче больницы города Эстели (который был убит и сожжён 12 апреля 1979 года национальными гвардейцами за то, что после начала боевых действий в городе остался в здании больницы и продолжал оказывать медицинскую помощь жителям города и повстанцам СФНО).
19 августа 1979 года правительство страны передало учреждение в ведение министерства обороны и переклассифицировало в военный госпиталь.
В сентябре 1979 года первые медики госпиталя были отправлены для обучения на Кубу (после завершения обучения, в 1984 году они вернулись в Никарагуа и продолжили работу в военном госпитале). Ещё несколько человек прошли обучение в Болгарии, Испании, Мексике и Франции. 
С 1985 года в госпитале началась подготовка медицинских кадров для других лечебных учреждений страны.
В 1991-1992 гг. работники учреждения (вместе с другими медиками) участвовали в ликвидации вспышки холеры.
12 октября 2007 года президент страны Д. Ортега подписал соглашение с Центральноамериканским банком экономической интеграции о строительстве нового здания госпиталя. Строительство началось в январе 2012 года, 31 марта 2015 года новое шестиэтажное здание площадью 45 469,57 м² было введено в эксплуатацию. С этого времени госпиталь имеет 476 коек.
2 марта 2009 года при госпитале была создана школа медсестёр (которая начала обучение медсестёр и санитарок).
5 июля 2017 года начал работу интернет-сайт учреждения.
14 апреля 2018 года госпиталь завершил подготовку 34-й группы медицинских специалистов в количестве 28 человек (с учётом этих выпускников, учреждение подготовило для страны 404 медицинских сестёр, акушерок, фельдшеров и иных медицинских специалистов).
После начала эпидемии коронавируса COVID-19 Куба направила бригаду врачей для оказания помощи Никарагуа в борьбе с эпидемией, бригада прибыла в военный госпиталь Манагуа в марте 2020 года.
В ноябре 2022 года в госпитале были открыты онкологическое отделение и логопедическое отделение.
23 апреля 2024 года в госпитале начала работать отоларингологическая клиника (которая обеспечивает слуховыми аппаратами пациентов с расстройством слуха).